# Mulden drager
|  | Denne artikel er oprettet af botten Steenthbot ud fra en ekstern database. Den kan derfor have sproglige fejl eller mangler. Denne skabelon kan fjernes efter kontrol af indholdet. |

Mulden drager er en dansk kortfilm fra 1942 instrueret af Aage Jessen og efter manuskript af Poul Ankjær Christiansen.

## Handling
Den unge mand klarer ikke storbyens kamp om arbejdspladserne i depressionens 30'ere og vender tilbage til landet og får etableret et statshusmandsbrug på Dragsholmudstykningen. Fortsættelse af 'Storbyens Blændværk' fra 1939.

## Medvirkende
- Kirsten Andreasen
- Edith Nord
- Carl Heger
- Fanny Hansen
- Holger Sørensen
- Niels Frederiksen
- Thomas Christensen